# The Show (album)
Pour les articles homonymes, voir The Show.
The Show est le premier album studio du groupe de rap eMC, sorti le 11 mars 2008.

## Liste des titres
| No  | Titre                                                              | Contient un (des) sample(s) de                        | Durée |
| --- | ------------------------------------------------------------------ | ----------------------------------------------------- | ----- |
| 1.  | Who We Be                                                          | Spanish Fantasy, Part II de Chick Corea               | 3:16  |
| 2.  | The Airport (featuring Eternia et Paul Nice)                       |                                                       | 1:39  |
| 3.  | Leak It Out                                                        | I'm in Need of Love de Lou Courtney                   | 3:30  |
| 4.  | The Check In (featuring Paul Nice)                                 |                                                       | 0:58  |
| 5.  | Traffic (featuring Little Brother)                                 | Love Comes Easy d'Eloise Laws                         | 4:19  |
| 6.  | Say Now                                                            | This Old House des Moments                            | 4:18  |
| 7.  | The Message                                                        |                                                       | 0:49  |
| 8.  | Don't Give Up On Us (featuring Adi)                                |                                                       | 3:40  |
| 9.  | Git Some (featuring Sean Price)                                    | I Got You (I Feel Good) de James Brown                | 3:41  |
| 10. | We Alright (featuring Terrel Howard et Strickie Love)              |                                                       | 3:49  |
| 11. | The Interview (featuring Amanda Diva)                              |                                                       | 1:00  |
| 12. | E.M.C. (What It Stand For?) (featuring DJ Eclipse et Adanita Ross) |                                                       | 3:20  |
| 13. | The Angry Merch Guy (featuring FaTone)                             |                                                       | 1:25  |
| 14. | The Grudge                                                         | I've Got the Whole World to Hold Me Up de Barry White | 3:51  |
| 15. | Make It Better (featuring Adanita Ross et Angelita Ross)           |                                                       | 3:47  |
| 16. | The Lobby (featuring Paul Nice)                                    |                                                       | 1:03  |
| 17. | Winds of Change                                                    | Life Cycle des Earth Disciples                        | 4:23  |
| 18. | The Show (featuring Ladybug Mecca)                                 |                                                       | 3:50  |
| 19. | The Backstage (featuring Marco Polo et Torae)                      |                                                       | 1:07  |
| 20. | Borrow You (featuring Anthony Lucas et Strickie Love)              |                                                       | 3:28  |
| 21. | Once More                                                          | La Di Da Di de Doug E. Fresh et Slick Rick            | 3:51  |
| 22. | U Let Me Grow                                                      | Mother's Theme (Mama) de Willie Hutch                 | 5:00  |
| 23. | Feel It (featuring Money Harm et Katrina Chambers)                 | Free at Last d'Al Green                               | 5:28  |
| 24. | Outtakes (Morceau caché)                                           |                                                       | 3:36  |